# Succinodon
Succinodon putzeri (que significa "quijada estrecha") era el nombre científico dado por el paleontólogo German Friedrich von Huene a un fósil que él atribuyó a la familia Titanosauridae. Se suponía que pertenecían a la época del Cretácico Superior. Fue descubierto cerca de Varsovia, Polonia, en 1941. Él creyó que era un hueso de la quijada.
Sin embargo, en 1981 se publicó un análisis realizado por las paleontólogas polacas Krystyna Pożaryska y Halina Pugaczewska en el que demostraron que el espécimen era realmente un pedazo de madera fosilizada llenada por conchas de bivalvos de la familia Teredinidae que agujereaban la madera, muy probablemente del género Kuphus.